# Trichophora convexinervis
Trichophora convexinervis là một loài ruồi trong họ Tachinidae.